# Чатто, Том
Томас Чатто (англ. Thomas Chatto; 1 сентября 1920 — 8 августа 1982, Лондон) — британский актёр, известный своими появлениями на телевидении, в кино и театре.

## Биография
Правнук книгоиздателя Эндрю Чатто (1840—1913). Во время Второй мировой войны служил в британской индийской армии. После войны он сохранил семейный интерес к книгам и стал директором фирмы «Pickering & Chatto».
Его театральные работы включают «Fings Ain't Wot They Used T'Be», «Моя прекрасная леди», «Номер 10», «The Young Visiters» и «Hushabye». В 1969 году вместе с Томми Стилом и Мэри Хопкин он выходил на сцену Палладиума в постановке «Дик Уиттингтон», в 1970 был Императором Китая в «Алладине» вместе с Силла Блэк, Альфред Маркс, Лесли Кроутер и с Алеком Гиннессом в пьесе «Время вне разума».
Также снимался в телесериалах «Honey Lane», «The Cedar Tree», «The Expert», and «Happy Ever After». В 1969 году сыграл второстепенную роль в пилотном эпизоде «Рандалл и (покойный) Хопкирк».

## Личная жизнь
Состоял в браке с Розалинд Джоан Томпсон, ставшей успешным агентом. У них родилось двое сыновей:
- Джеймс Чатто
  - Внук — Мэй Мартин (р. 1987), канадский комик и актёр.
- Дэниел Чатто (р. 1957) — актёр, муж Сары Армстронг-Джонс, племянницы Елизаветы II. Их дети Сэмюэл (р. 1996) и Артур Чатто (р. 1999) занимают 28 и 29 место в порядке наследования британского престола по состоянию на март 2023 года.

## Фильмография
| Год  | Название                              | Роль                                |
| ---- | ------------------------------------- | ----------------------------------- |
| 1957 | Девушка на картинке                   | Джордж Киф                          |
| 1957 | Куотермасс 2                          | Броадхед                            |
| 1960 | Оскар Уайльд                          | Секретарь судебного разбирательства |
| 1962 | Парни                                 | Моррис                              |
| 1966 | Замороженные мертвецы                 | Инспектор Уитт                      |
| 1967 | Оно!                                  | Молодой капитан                     |
| 1969 | Битва за Британию                     | Помощник контролёра Уиллоуби        |
| 1970 | Мой любовник, мой сын                 | Вудс                                |
| 1970 | Мужчина, имевший власть над женщинами | Доктор                              |
| 1971 | Нападаение                            | Полицейский доктор                  |
| 1971 | Когда пробьёт восемь склянок          | Лорд Кирксайд                       |
| 1974 | Галилео                               | Таун Крайер                         |
| 1975 | Романтичная англичанка                | Сосед                               |
| 1979 | Человеческий фактор                   | Генерал Фиппс                       |